# Cúp vô địch các câu lạc bộ Ả Rập
Cúp vô địch các câu lạc bộ Ả Rập (tiếng Ả Rập: كأس العرب للأندية الأبطال, tiếng Pháp: Ligue des Champions ArabeArabe  ) là một giải đấu bóng đá cấp câu lạc bộ khu vực được tổ chức bởi Hoàng gia Ả Rập (UAFA) và được tranh tài bởi các câu lạc bộ từ thế giới Ả Rập. Giải đấu được tranh tài bởi tổng cộng 4 đội, trong đó có tất cả các đội chung chủ là Hoàng Gia Ả Rập.
Được thành lập vào năm 1981, giải đấu được tổ chức cùng với Arab Cup Winners' Cup và Arab Super Cup trong suốt những năm 1990 và đầu những năm 2000, cho đến khi Cup Winners' Cup và Super Cup được hợp nhất với Champions Cup vào năm 2002. Nhà vô địch đầu tiên của giải đấu là câu lạc bộ Iraq Al-Shorta, đội đã đánh bại đội Lebanon Nejmeh trong trận chung kết trận chung kết hai lượt năm 1982.
Các câu lạc bộ Ả Rập Xê Út đã tích lũy được nhiều chiến thắng nhất, với chín chiến thắng. Danh hiệu này đã được 20 câu lạc bộ giành được, 8 trong số đó đã nhiều lần giành được danh hiệu này. Kể từ khi giải đấu được hợp nhất với Cup Winners' Cup, chỉ ES Sétif của Algeria giành được chiến thắng liên tiếp, bảo vệ thành công danh hiệu của họ vào năm 2008. Câu lạc bộ Iraq Al-Rasheed và câu lạc bộ Tunisia Espérance de Tunis chia sẻ kỷ lục giành nhiều danh hiệu nhất, với ba danh hiệu mỗi đội. Các nhà đương kim vô địch là Al-Nassr  của Ả Rập Xê Út, đội đã giành chức vô địch đầu tiên tại 2023.